# Aleuroclava hindustanicus
Aleuroclava hindustanicus es un hemíptero de la familia Aleyrodidae, con una subfamilia: Aleyrodinae. Fue descrita científicamente en 1994 por Meganathan & David.